# Аутбек

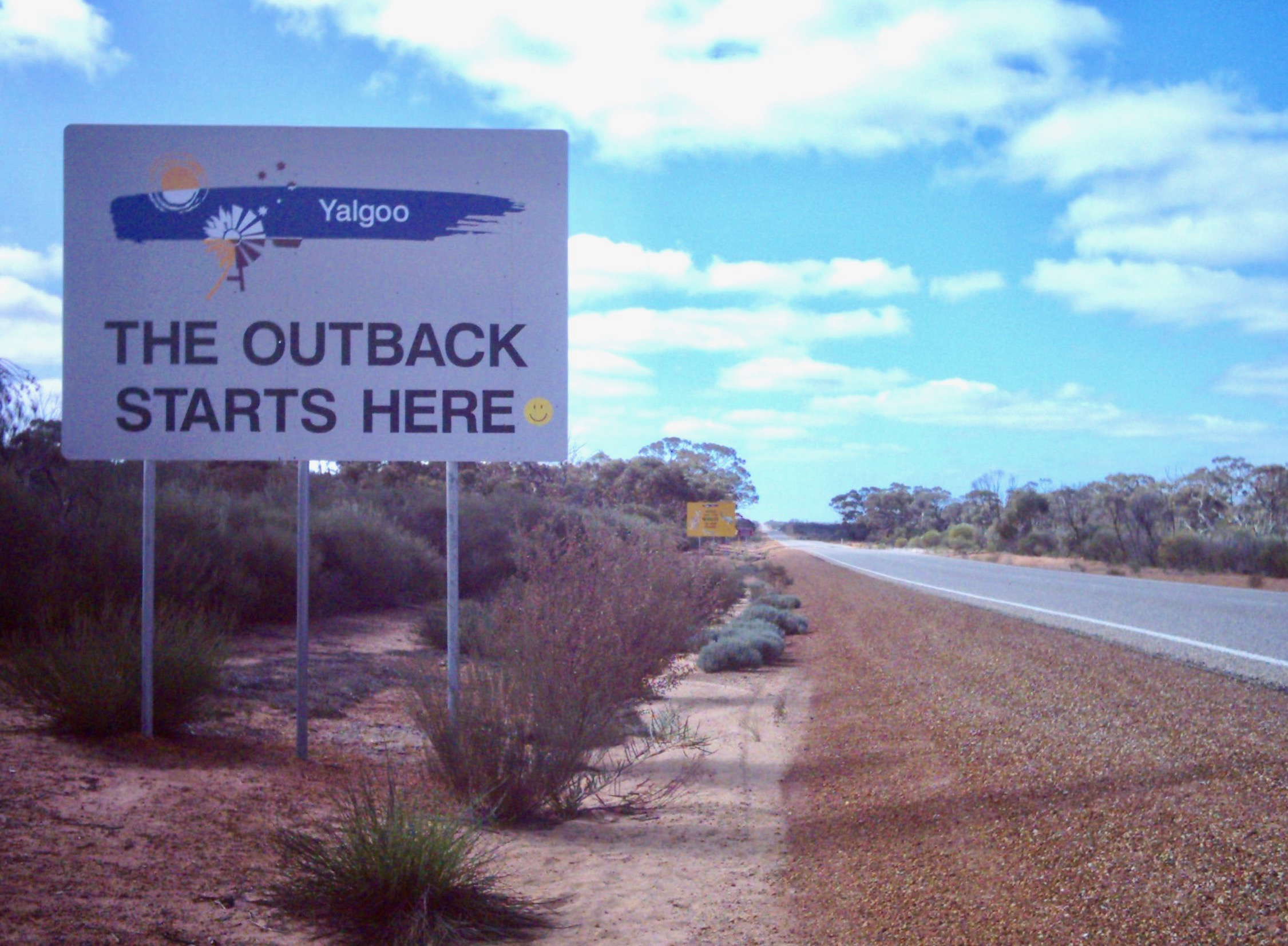
Туристичний знак у Ялгу, Західна Австралія

Аутбек (англ. Outback) — простора віддалена внутрішня частина Австралії. «Аутбек» є більш віддаленішим, ніж ті райони, звані «бушем», і включає в себе будь-які місця за межами основних міських районів.
Хоч вони часто розглядаються як посушливі регіони, Аутбек простягується від північного до південного берега Австралії та охоплює низку кліматичних поясів, зокрема тропічний та мусонний клімат у північних районах, посушливі райони в «червоному центрі» та напівсухий і помірний клімат у південних регіонах.
Географічно Аутбек об'єднаний рядом факторів, перш за все низькою густотою населення, значною мірою недоторканним природним середовищем і, в більшості місцях, низькоінтенсивним землекористуванням, таким як скотарство (випас худоби), в якому виробництво залежить від природного середовища.
У культурному відношенні Аутбек глибоко вкорінився в австралійській спадщині, історії та фольклорі. У 2009 році в рамках святкування Q150, квінслендський Аутбек був визнаним одним із пам'яток Квінсленда за його «природну привабливість».
Одним із символом аутбеку та популярною туристичною принадою є Карлу Карлу (Заповідник Чортові камені).

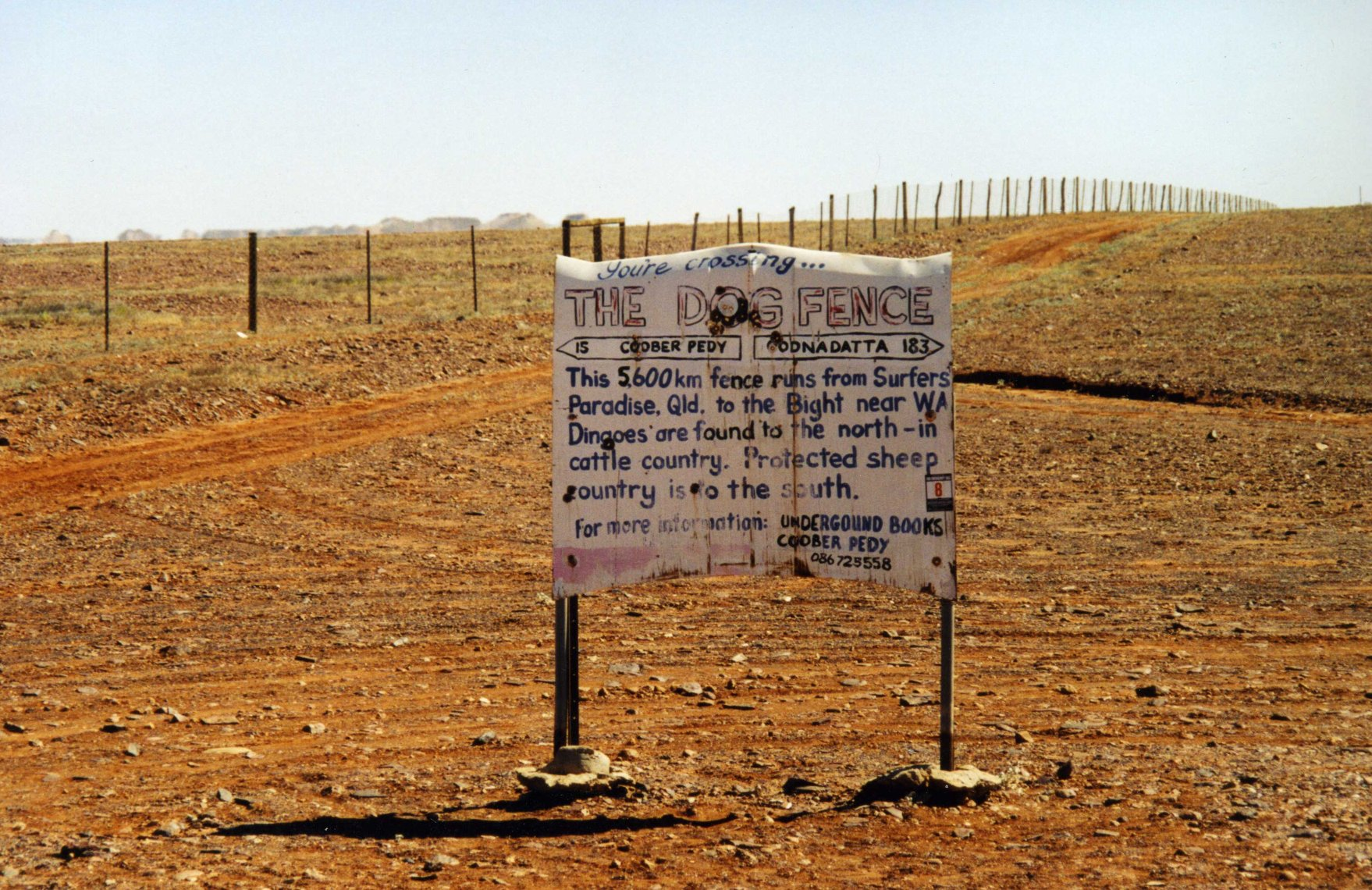
Паркан Динго біля міста Кубер-Педі